# Klaus-Georg Hengstberger
Klaus-Georg Hengstberger (* 9. März 1930 in Stuttgart-Untertürkheim) ist ein deutscher Kommunalpolitiker und Mäzen.

## Leben
Hengstberger wurde 1930 in einer Arztfamilie in Untertürkheim geboren. 
Hengstberger studierte in Heidelberg und Tübingen Rechtswissenschaften und Volkswirtschaft. 1949 wurde er Mitglied der Tübinger Königsgesellschaft Roigel. Nach dem Referendarexamen promovierte er 1956 bei Ernst Forsthoff. 1956 kam Hengstberger nach Böblingen und trat in die Firma Adolf Reisser ein. 1968 stieg Hengstberger zum Leiter der Abteilung Druckrohr und Kanalisation auf. Der Wirtschaftsjurist war schließlich bis 1996 Geschäftsführer der Sanitärfirma.
1997 übernahm Klaus-Georg Hengstberger über seine Firma Consult Invest die Mehrheit am Automobilzulieferer PWO AG mit Stammsitz in Oberkirch-Stadelhofen und war dort bis 2013 Mitglied des Aufsichtsrats.
Mit Ausscheiden der Familie Düker übernahm er als Hauptaktionär 2004 die Eisenwerke Düker und wurde auch deren Aufsichtsratsvorsitzender.
Er ist mit Sigrid, geb. Reisser, verheiratet. Sie haben zwei Söhne.

## Kommunal- und gesellschaftspolitisches Engagement
In seinem kommunalpolitischen Engagement folgte er seinem Onkel Georg Hengstberger, der 1945 vom französischen Gouverneur als Bürgermeister der Stadt Böblingen berufen und wenig später zum Landrat des Landkreises Böblingen gewählt worden war. Von 1962 bis 2004 war Klaus-Georg für die Freien Wähler im Stadtrat der Stadt Böblingen. Von 1971 bis 1998 hatte er den Fraktionsvorsitz inne, länger als jeder andere Fraktionsvorsitzende in Böblingen. Von 1971 bis 1973 und 1979 bis 2009 war er überdies Mitglied im Kreistag Böblingen. Hier hat er sich insbesondere im Krankenhausausschuss und in die sich anschließenden Aufsichtsratsgremien des Klinikverbunds Südwest engagiert.
Neben seiner Tätigkeit in der Kommunalpolitik engagierte er sich auch in den Selbstverwaltungs-Einrichtungen der Wirtschaft für den Raum Böblingen und die Region Stuttgart. Von 1985 bis 1993 fungierte Hengstberger als Vizepräsident der Bezirkskammer Böblingen der Industrie- und Handelskammer Stuttgart und danach bis zum Jahr 2004 als deren Präsident. Im Anschluss wurde er zum Ehrenpräsident ernannt. Hengstberger war darüber hinaus mehr als 30 Jahre als ehrenamtlicher Richter an der Kammer für Handelssachen beim Landgericht Stuttgart tätig.
Besondere Verdienste hat sich Klaus-Georg Hengstberger auch bei der Gründung und Führung des Software-Zentrums Böblingen – Sindelfingen (SBS) erworben. »Über die schwierige Verhandlungs- und Aufbauphase hinaus hat er als Vorsitzender des Beirats des SBS dem Projekt entscheidende Impulse gegeben. Bis heute ist er innerhalb des Software-Zentrums wichtiger ehrenamtlich tätiger Ansprechpartner«, erklärte Oettinger.
Hengstberger ist Gründungsmitglied der Böblinger Bürgerstiftung und war von 2005 bis 2013 ihr erster Vorsitzender. Er ist Mäzen mehrerer Kunstsammlungen. 
Als einer der wesentlichen Förderer des Festspielhauses Baden-Baden ist er Mitglied im Stiftungsrat der Kulturstiftung des Hauses. Mit der 1997 gegründeten Hengstberger Stiftung werde jährlich ein Forschungsstipendium ausgelobt und seit 2003 der Klaus-Georg und Sigrid Hengstberger-Preis an drei wissenschaftliche Nachwuchskräfte der Universität Heidelberg vergeben.

## Auszeichnungen
- 1987: Bundesverdienstkreuz am Bande[13]
- 2000: Verdienstkreuz 1. Klasse[3]
- 2008: Großes Verdienstkreuz des Verdienstordens der Bundesrepublik Deutschland[1]
- 2003: Ehrensenator der Ruprecht-Karls-Universität Heidelberg[2]
- 1999: Ehrenmedaille in Gold der Stadt Böblingen[13]
- 2007: die Medaille des Landkreistages in Silber[13]
- 2010: Verdienstmedaille des Landkreises Böblingen[7]